# Dancing on the Head of the Serpent
Dancing on the Head of the Serpent är ett musikalbum av den svenska kristna rockgruppen Jerusalem. Albumet är endast inspelat på engelska.

## Låtlista
Alla låtar är skrivna av Ulf Christiansson
1. "Dancing on the Head of the Serpent"
2. "Plunder Hell and Populate Heaven"
3. "Rebels of Jesus Christ"
4. "Listen to Me"
5. "Woe, Woe... The Great Fall"
6. "We're Gonna Take Europe"
7. "Come Higher"
8. "Catch the Devil, Catch the Thief"
9. "The Night When Revelation Came Into My Life"
10. "Still"

## Medverkande
- Ulf Christiansson: sång, gitarr
- Peter Carlsohn: bas, kör
- Mikael Ulvsgärd: trummor, kör
- Reidar I Paulsen: keyboard, kör